# Ragvald Filipsson (Lindöätten)
Ragvald Filipsson (Lindöätten) var en svensk riddare och häradshövding.

## Biografi
Ragvald Filipsson (Lindöätten) var son till riddaren Filip Ragvaldsson (Lindöätten).[källa behövs] Han var från 1382 till 1402 häradshövding i Siende härad och arbetade även som riddare. Under tiden som häradshövding hade han bland annat som viarie Jöns Ingemarsson I Klinta, Lars i Folsta och Nils Karlsson i Mälby.

### Egendom
Han innehade Lindö i Kärrbo socken som sätesgård.

### Familj
Ragvald Filipsson var 1386 gift med Helena (Elin) Bengtsdotter (Aspenäsätten) (död mellan 1421–1436), dotter till Bengt Jonsson (Aspenäsätten) och Ingeborg Gregersdotter (Styrbjörnssönernas ätt). Han var far till häradshövdingen och lagmannen Olof Ragvaldsson (Lindöätten) i Östergötlands lagsaga. Han fick även barnen Margareta Ragvaldsdotter, Ingird Ragvaldsdotter som var gift med Bengt Karlsson (Folkungaätten) och Ragvaldsdotter som var gift med riksrådet Brynjulf Jonsson (Roos af Hjelmsäter).